# Hodgsons-Braunzahn-Spitzmaus
Die Hodgsons-Braunzahn-Spitzmaus (Episoriculus caudatus) ist eine Spitzmausart aus der Gattung Episoriculus. Sie ist in Südasien im Norden Indiens und in Nepal, in Zentral- und Südchina sowie in Myanmar verbreitet.

## Merkmale
Mit einer Kopf-Rumpf-Länge von 5,8 bis 7,4 Zentimetern zählt die Hodgsons-Braunzahn-Spitzmaus zu den mittelgroßen Spitzmausarten. Der Schwanz erreicht eine Länge von 4,8 bis 6,7 Zentimetern und der Hinterfuß von 1,2 bis 1,6 Zentimetern. Die Rückenfärbung ist zimtbraun mit grauer Schattierung, die Bauchseite ist heller gefärbt. Dabei ist das Fell der Unterart E. c. umbrinus deutlich dunkler braun. Der Schwanz ist im Vergleich zu anderen Arten mit einer Länge von etwas mehr als der Hälfte der Kopf-Rumpf-Länge vergleichsweise kurz. Er ist oberseits einfarbig braun, bei E. c. sacratus mit einem zweiten Braunton, und unterseits weißlich braun gefärbt. Die Oberseiten der Hände und Füße sind ebenfalls weißlich und besitzen einige braune Haare in der Mitte.
Der Schädel hat eine maximale Länge von 17 bis 19 Millimetern und entspricht damit dem der Kleinen Braunzahn-Spitzmaus (Episoriculus macrurus), besitzt jedoch eine längere und schmalere Schnauze. Die Spitzen der oberen Schneidezähne weisen auffällig große Zwischenräume auf. Das Genom besteht aus einem diploiden Chromosomensatz von 2n = 64 Chromosomen.

## Verbreitung

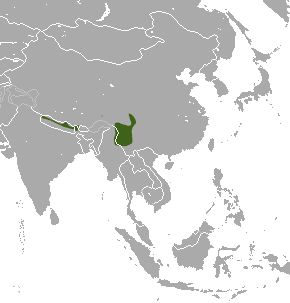
Verbreitungsgebiete der Hodgsons-Braunzahn-Spitzmaus

Die Hodgsons-Braunzahn-Spitzmaus ist über weite Teile der Hochgebirge Südasiens, Zentral- und Südchinas und Teilen Südostasiens verbreitet. Das Gebiet reicht in Südasien vom Norden Indiens in Sikkim, Westbengalen und Uttarakhand bis Nepal. In der Volksrepublik China findet sich die Art in den Provinzen Xizang, Sichuan, Gansu und dem Südwesten von Yunnan, zudem lebt die Art im Norden von Myanmar.

## Lebensweise
Der bevorzugte Lebensraum der Hodgsons-Braunzahn-Spitzmaus befindet sich in mittleren Höhenlagen oberhalb von 2.200 Metern, wobei sie in den tieferen Lagen dichte Eichen-Rhododendron-Wälder und in höheren Lagen alpine  Weiden besiedelt. Zudem lebt die Art an Waldrändern von Laub- und Nadelwäldern und bevorzugt flussnahe Habitate mit starker Bodenauflage  oder steinige Böden mit Gras- und Moosbewuchs. Sie findet sich auch im Bereich von menschlichen Siedlungen und landwirtschaftlich genutzten Flächen.
Die Fortpflanzungszeit fällt in zwei Perioden; im April bis Juni bekommen die Weibchen durchschnittlich sechs Jungtiere, im August bis Oktober drei bis fünf Jungtiere.

## Systematik
Die Hodgsons-Braunzahn-Spitzmaus wird als eigenständige Art innerhalb der Braunzahn-Spitzmäuse (Episoriculus) eingeordnet, die aus vier Arten besteht. Die wissenschaftliche Erstbeschreibung stammt von Thomas Horsfield aus dem Jahr 1851. Ursprünglich wurde die auf Taiwan endemische Taiwanesische Braunzahn-Spitzmaus (Episoriculus fumidus) als Unterart von E. caudatus betrachtet, jedoch später als eigenständige Art beschrieben.
Innerhalb der Art werden neben der Nominatform E. caudatus caudatus mit E. caudatus sacratus und E. caudatus umbrinus insgesamt drei Unterarten unterschieden.

## Bedrohung und Schutz
Die Art wird von der International Union for Conservation of Nature and Natural Resources (IUCN) aufgrund des relativ großen Verbreitungsgebiets in Asien, ihrer guten Anpassungsfähigkeit und der angenommenen Bestandsgröße als nicht gefährdet („least concern“) eingestuft. Gefährdungen für die Art sind nicht bekannt und ein signifikanter Rückgang der Populationen wird nicht angenommen, regional kann sie durch Lebensraumveränderungen gefährdet sein.

## Belege
1. 1 2 3 4  Robert S. Hoffmann, Darrin Lunde: Hodgon's Red-Toothed Shrew. In: Andrew T. Smith, Yan Xie: A Guide to the Mammals of China. Princeton University Press, Princeton NJ 2008, ISBN 978-0-691-09984-2, S. 310.
2. 1 2 3 4   Episoriculus caudatus (Memento des Originals vom 10. November 2013 im Internet Archive)  Info: Der Archivlink wurde automatisch eingesetzt und noch nicht geprüft. Bitte prüfe Original- und Archivlink gemäß Anleitung und entferne dann diesen Hinweis.. In: Don E. Wilson, DeeAnn M. Reeder (Hrsg.): Mammal Species of the World. A taxonomic and geographic Reference. 2 Bände. 3. Auflage. Johns Hopkins University Press, Baltimore MD 2005, ISBN 0-8018-8221-4.
3. 1 2 3  Episoriculus caudatus in der Roten Liste gefährdeter Arten der IUCN 2012.2. Eingestellt von: S. Molur, 2008. Abgerufen am 5. Juni 2013.
4. ↑   Episoriculus fumidus (Memento des Originals vom 10. November 2013 im Internet Archive)  Info: Der Archivlink wurde automatisch eingesetzt und noch nicht geprüft. Bitte prüfe Original- und Archivlink gemäß Anleitung und entferne dann diesen Hinweis.. In: Don E. Wilson, DeeAnn M. Reeder (Hrsg.): Mammal Species of the World. A taxonomic and geographic Reference. 2 Bände. 3. Auflage. Johns Hopkins University Press, Baltimore MD 2005, ISBN 0-8018-8221-4.